# БТР-60МК
БТР-60МК — один из украинских вариантов модернизации советского бронетранспортёра БТР-60ПБ.

## История
Проект был разработан киевской фирмой ООО "КОРТ", демонстрационный образец модернизированного бронетранспортёра был впервые представлен в начале августа 2018 года и предложен для вооружённых сил Украины, а также на экспорт.
Сообщается, что разработка и переоборудование этой бронемашины проходили за собственные средства предприятия, однако тактико-техническое задание было утверждено министерством обороны и генеральным штабом вооружённых сил Украины.
19 сентября 2018 года командующий сухопутными войсками вооружённых сил Украины генерал-полковник С. Н. Попко сообщил о том, что компания ООО "КОРТ" совместно с Центральным бронетанковым управлением ВСУ и во взаимодействии с представителями командования сухопутных войск вооружённых сил Украины завершила модернизацию одного бронетранспортера БТР-60ПБ, который передан на испытания в 169-й учебный центр сухопутных войск.
В течение 2019 года в государственном научно-исследовательском институте испытаний и сертификации вооружения и военной техники Украины проходили ведомственные испытания БТР-60МК. В августе 2019 года главное управление связи и информационных систем генерального штаба вооружённых сил Украины сообщило о намерении модернизировать находившиеся на вооружении советские командно-штабные машины Р-145БМ (на базе БТР-60) в командно-штабные машины К-1450-04 (на базе БТР-60МК).
В дальнейшем, в 2019 году на вооружение вооружённых сил Украины были официально приняты два модернизированных варианта БТР-60ПБ, оснащённые импортными дизельными двигателями (БТР-60МК и БТР-60ПБ-Т).
В августе 2021 года стало известно о разработке для вооружённых сил Украины командно-штабных машин К-1450-05 и К-1450-06 (с установкой комплекта аппаратуры и оборудования не на шасси модернизируемых в КШМ бронетранспортёров БТР-60МК, а на импортные автомобили Renault Midlum и KIA KM450).

## Описание
Модернизация БТР-60ПБ до уровня БТР-60МК состоит в замене двух бензиновых двигателей ГАЗ-40П советского производства на два импортных дизельных двигателя Cummins увеличенной мощности с предпусковыми подогревателями (для более надёжного запуска моторов при низких температурах воздуха), усилении защиты (поверх бронекорпуса на болтах закреплены плоские стальные пластины импортного производства), обновлении тормозной системы и электропроводки, установке более современных систем наблюдения, средств радиосвязи и фильтровентиляционной установки, а также установке на бронемашину автоматической системы пожаротушения и прибора спутниковой навигации.
В десантном отсеке установлены новые складные сиденья.
В бортах между вторым и третьим мостами прорезаны прямоугольные двери для десанта.
На опубликованных фотоснимках также заметно, что на БТР-60МК установлены новые фары (которые сдвинуты ниже, по образцу БТР-4) и видеокамера.
Вооружение сохранено, однако объявлено о возможности замены башни на боевой модуль производства Николаевского бронетанкового завода массой 1000 кг (вооружённый 14,5-мм пулемётом, 7,62-мм пулемётом и 30-мм автоматическим гранатомётом АГС-17).
По данным ООО "КОРТ", стоимость модернизации и переоборудования одного БТР-60 из наличия вооружённых сил Украины в четыре-шесть раз дешевле, чем постройка нового бронетранспортёра.